# Гилберт де Клер, 8-й граф Глостер
Гилберт де Клер (англ. Gilbert de Clare; 4 мая 1291 — 24 июня 1314) — 7/8-й граф Хартфорд, 4/8-й граф Глостер, 10-й барон Клер, английский аристократ и полководец, сын Гилберта де Клера, 6/7-го графа Хартфорда и 3/7-го графа Глостера, от второго брака с английской принцессой Джоанной Акрской.
Внук по матери английского короля Эдуарда I, Гилберт был одним из богатейших аристократов английского королевства, владевший землями в Англии, Уэльсе и Ирландии. Рано лишившись отца, он был признан совершеннолетним в 16 лет. Обладая воинскими и рыцарскими талантами, Гилберт принимал участие в военных конфликтах с Шотландией. Во время конфликта короля Эдуарда II с баронской оппозицией Гилберт был одним из немногих представителей высшей знати, сохранившим верность королю.
Гилберт погиб молодым в битве при Бэннокберне, не оставив наследников, после чего угасла старшая ветвь дома Клеров.

## Биография

### Молодые годы
Гилберт уже в 4 года лишился отца. Его мать, Джоанна Акрская, дочь короля Эдуарда I, в 1297 году вышла замуж вторично — за Ральфа де Монтермара. Монтермар, который при жизни Джоанны получил принадлежавшие отцу Гилберта титулы графа Хартфорда и Глостера, первоначально занимался воспитанием пасынка, но с 1301 года Гилберт оказался под попечением королевы Маргариты, второй жены Эдуарда I. Сообщается, что Гилберт де Клер был другом детства принца Эдуарда (будущего короля Эдуарда II), однако здесь, вероятно, имеется в виду родившийся в 1281 году Гилберт де Клер, старший сын и наследник Томаса де Клера, 1-го барона Томонда, младшего брата 7-го графа Глостера. Тем не менее, Гилберт, очевидно, был близок к Эдуарду II.
23 апреля 1307 года умерла Джоанна Акрская, после чего Монтермар лишился графских титулов. В том же году умер и Эдуард I, после чего вскоре его наследник, Эдуард II, даровал Гилберту титулы графа Глостера и Хартфорда. Оммаж за них Гилберт принёс до марта 1308 года, хотя ему к тому моменту не было ещё 16 лет. В состав владений, унаследованных Гилбертом, входило более 23 английских округов, а также богатые владения в Уэльсе и Ирландии.

### Служба в Шотландии
Достаточно рано граф Глостер проявил военные и рыцарские способности, которыми отличались его отец и дед. Однако, в отличие от них, ему не пришлось воевать в Уэльсе: валлийские владения Клеров хорошо управлялись и находились в безопасности. В основном он принимал участие в двух взаимосвязанных конфликтах: в войнах с Шотландией и борьбе за власть при английском дворе.
С 1308 года граф Глостер почти постоянно находился на королевской службе, получая важные должности во время военных конфликтов. В 1308—1309 годах он был хранителем Шотландских марок и капитаном Шотландии и северных марок.
В том же 1308 году он был послан в Карлайл, чтобы провести смотр войск, собравшихся там против шотландцев, затем он отправился договариваться с Робертом Брюсом о перемирии. 3 декабря Глостер был назначен командиром отряда, посланного к замку Рутерглен для снятия осады.
Однако способности Глостера не смогли предотвратить отпадение Шотландии, где Роберт Брюс, коронованный шотландской короной, воспользовался внутренними разногласиями в Англии и смог укрепиться на шотландском троне.

### Политический кризис в Англии
Начиная с 1311 года внимание графа Глостера было отвлечено на внутриполитические проблемы Англии. Эдуард II мало интересовался правлением, передоверив его своим фаворитам. При первой же возможности он вернул своего фаворита Пирса Гавестона, изгнанного Эдуардом I, ко двору, пожаловал ему титул графа Корнуолл и в ноябре 1307 года женил на сестре графа Глостера. Глостер изначально не был враждебен к Гавестону, мужу своей сестры, однако положение королевского фаворита вызывало возрастающее раздражение и у него. Хотя Глостер и сохранял к Гавестону нейтралитет, он согласился с его изгнанием в 1308 году.
Беспорядок, который происходил в Англии, и возвращение Гавестона в 1309 году, ставшего фактическим правителем королевства, вызвали ярость аристократов. Этому способствовали и насмешки, которым фаворит подвергал аристократов. Так Глостера, который был одним из немногих представителей высшей знати, которые сохраняли верность королю, он прозывал «кукушонком» (бастардом), указывая на тот факт, что его мать после смерти старого графа Глостера слишком быстро вышла замуж за Ральфа де Монтермара. Это прозвище дошло и до ушей Глостера. В итоге недовольство аристократии королевской политикой привели к тому, что осенью 1309 года пятеро высших аристократов потребовали назначить исполнительный совет «Лордов-ордайнеров», целью которого было проведение реформ в Англии. Король был вынужден пойти на уступки и 17 марта 1310 года было объявлено о том, что в течение следующих 18 месяцев лорды-ордайнеры, в состав которых вошёл и граф Глостер, будут «предопределять и укреплять королевство и королевский двор в соответствии с правом и здравым смыслом». В списке ордайнеров он указан первым из восьми графов, возможно, он был назначен по представлению короля. Однако вскоре он покинул состав ордайнеров, поскольку не смог эффективно противостоять чрезвычайным мерам, предложенными другими ордайнерами.
Хотя баронская оппозиция смогла временно ограничить Эдуарда II, он сохранил королевские прерогативы. Пока ордайнеры заседали в Вестминстере, король со своим фаворитом и двором перебрался в Йорк. Осенью 1310 года он предпринял вторжение в Шотландию, однако на вызов в Берик явилось только двое представителей высшей знати — графы Глостер и Суррей.
После смерти графа Линкольна в марте 1311 года Глостер был назначен хранителем королевства, в то время как Эдуард II был в Шотландии. Это показывает, что король старался получить поддержку от Глостера. Вероятно Глостер считал, что он может быть посредником между королём и ордайнерами. Однако посредничество не привело к каким-то ощутимым результатам. Вновь высланный в октябре 1311 года из Англии, Гавестон в 1312 году опять вернулся, что вызвало вооружённый конфликт между королём и оппозицией. Глостер был назначен баронами защищать Кент, Лондон и юго-восточные части Англии, однако он отказался принимать любое участие в войне против Гавестона, хотя и дал понять, что он готов подтвердить акты графа Ланкастера, лидера баронской оппозиции.
19 мая королевский фаворит был вынужден сдаться графу Пембруку при условии, что будет находиться под домашним арестом в замке Уоллингфорд до 1 августа, когда Парламент должен был решить его судьбу. Гавестон обратился к Глостеру, чтобы тот помог ему, однако тот ему высокомерно отказал. Позже двое баронов — графы Уорик и Ланкастер — не захотели ждать суда. Они выкрали Гавестона и увезли его в Уорик, где 19 июня тот был обезглавлен.
Убийство Гавестона раскололо баронскую оппозицию. Несмотря на всеобщую ненависть к фавориту, его убийство потрясло англичан. В течение последующих 12 месяцев Глостер старался добиться примирения Ланкастера и короля. Тот факт, что никаких репрессий и судебных процессов против оппозиции не было, свидетельствует о том, что усилия Глостера, по крайней мере, не имели отрицательного эффекта. Когда в июле 1312 года обе стороны собирали войска для войны, именно Глостер выступил посредником, убедив короля выслушать Ланкастера.
Летом 1313 года Глостер вновь исполнял обязанности хранителя королевства, пока король находился во Франции. А в феврале 1314 года он ездил во Францию в качестве королевского посла для ведения переговоров о Гаскони.

### Гибель

Первый день битвы при Бэннокберне

Временное перемирие между королём и оппозицией позволило обратить внимание на Шотландию, где возобновил военные действия король Шотландии Роберт Брюс. В 1313 году он смог захватить несколько замков. Был осаждён и замок Стерлинг — важнейший стратегический пункт в восточной  Шотландии. Но Эдуард Брюс, брат шотландского короля, неосмотрительно заключил перемирие с его губернатором, сэром Томасом Моубреем. Согласно перемирию, если к 24 июня 1314 года осада не будет снята, то Моубрей сдаст замок. Это дало англичанам время на то, чтобы собрать армию для снятия осады замка.
Около 20 февраля 1314 года стало известно о бедственном положении защитников замка Стерлинг. Клиффорд был одним из немногих баронов, на которых Эдуард II мог положиться. Хотя ряд крупных баронов, включая графов Ланкастера, Суррея, Уорика и Арундела отказались участвовать в шотландской кампании, королю удалось собрать 10 июня в Уорике армию в составе 2—3 тысяч рыцарей и около 20 тысяч копьеносцев и лучников. Армией командовал констебль, граф Херефорд. В составе армии были графы Глостер, Пембрук, Клиффорд, Ангус, Николас Сегрейв, Хью ле Диспенсер Младший. Для участия в походе Глостер за свой счёт снарядил 500 солдат.
Эдуард II с армией выступил 17 июня. 22 июня — за 2 дня до сдачи замка Стерлинг — армия добралась до Фолкерка, дойдя до него за 6 дней. 23 июня англичане достигли речки Бэннокберн в нескольких километрах к югу от Стерлинга, около которой и состоялась битва, ставшая решающим сражением в войне за независимость Шотландии. Английская армия превышала по размеру шотландцев, но английские военачальники действовали крайне неудачно.
В первый день англичане несмотря на долгий марш решили сразу же атаковать противника. По сообщению «Vita Edwardi secundi», Глостер, безуспешно пытался убедить короля не нападать в этот день, предоставив армии отдых. В ответ король обвинил Глостера в трусости, после чего тот обещал доказать необоснованность этого обвинения. Глостер, который был одет в тяжелые доспехи, вместе с графом Херефордом, возглавил атаку. Не дожидаясь развёртывания остальной армии, они устремились через речку. На возвышенности возле Борнстона, на Стирлингской дороге, наткнулись на отряд Брюса, который проводил рекогносцировку английской армии. Увидев корону на шлеме, англичане пошли в атаку, но догнать короля шотландцев не смогли. Столкнувшись со рвами и заграждениями, англичане были вынуждены прервать наступление. Глостер при этом был окружён отрядом сэра Джеймса Дугласа. Глостер ринулся на врага «как кабан, желая обагрить меч кровью», но его лошадь оступилась и упала на него. В результате Глостер получил смертельную рану.
После окончания битвы, проигранной англичанами, Роберт Брюс великодушно отослал Эдуарду II тела погибших английских военачальников, включая и тело Глостера. Оно было захоронено в родовом аббатстве Тьюксбери.

### Наследство
Гилберт был женат на Мод де Бург, однако прямых наследников не оставил. «Flores historiarum», сообщения которой не всегда надёжны, сообщается, что у Гилберта был сын Джон, который родился и умер в 1312 году. Кроме того, у Гилберта было 3 сестры: Элинор, Маргарет и Элизабет, которые предъявили права на обширное наследство графа Глостера. Его доход в момент смерти составлял около 6000 фунтов в год, что делало его вторым по богатству после графа Ланкастера, имевшего доход в 8000 фунтов в год. Однако спор о наследовании был отложен на два года, поскольку Мод де Бург, вдова Гилберта, объявила о том, что ждёт ребёнка. Неизвестно, была ли это ложная или неудачная беременность, или она симулировала беременность, убедив в ней короля в политических целях, но в 1316 году её претензии на наследство были отклонены, после чего спор между сестрами покойного графа Глостера был решён. Окончательный раздел был произведён в 1317 году.
Одним из претендентов на наследство графа Глостера был Хью ле Диспенсер Младший, ставший королевским фаворитом после убийства Гавестона. Он был женат на старшей из сестер Гилберта — Элинор. Он начиная с 1314 года постоянно требовал раздела наследства. В первую очередь он претендовал на Тьюксбери, центр баронии Гламорган в Валлийской марке. С политической точки зрения это была самая важная часть наследства Глостера. После его казни Элинор вышла замуж за Уильяма де ла Зуша. Вторая сестра, Маргарет, вдова Гавестона, вторым браком была выдана замуж за другого королевского фаворита, Хью де Одли. Она получила многочисленные английские владения брата и баронию Гвинллуг, полностью отделённый от Гламоргана. Третья сестра, Элизабет, первый муж которой, Джон де Бург, брат вдовы её брата, умер в 1313 году, после чего была замужем ещё дважды — за Теобальдом Верденским и Роджером Дамори, 1-м бароном Дамори, получила манор Клер с замком Клер. Каждый из мужей наследниц также получил третью часть ирландских владений в Килкенни. После смерти в 1320 году Мод де Бург её вдовья доля также была разделена между наследниками, при этом два оставшихся баронств Валлийской марки, Уск и Каэрлеон, получил Роджер Дамори.
Хотя раздел наследства Глостера был справедливым, наибольшую политическую выгоду из него извлёк Диспенсер, политический взлёт которого был связан с наследством Клеров и Гламорганом. В то же время графские титулы оказались угасшими, их король не восстановил не для одного из мужей наследниц. Только в 1337 году титул графа Глостера был воссоздан королём Эдуардом III для Хью де Одли.

## Семья

### Брак и дети
Жена: с 29 сентября 1308 года Матильда (Мод) де Бург (ум. 1320), дочь Ричарда де Бурга, 2-го графа Ольстера, и Маргарет де Бург из Ланвалли. Дети:
- Джон де Клер (3 апреля 1312 — 1312)[7]

## Комментарии
1. ↑  Некоторые источники ошибочно указываю в качестве наследницы Изабеллу, единокровную сестру Глостера, вместо Элинор[1].